# عين رأس سدر الكبريتية
منطقة رائعة وسط الصحراء القاحلة مدينة رأس سدر محافظة جنوب سيناء في منطقه تسمى (وادي عسل) تبعد عن المدينة حوالي 9 كم، لا يعرفها سوى سكان رأس سدر وما حولها ويستهويهم الذهاب بالسيارات إلى قلب الصحراء للاستحمام فيها مع افتقار المنطقة للخدمات وثرائها بالطبيعة البكر التي منحها الله إياها. تبلغ درجة حرارة مياهها الكبريتية 200 درجة مئوية تندفع من باطن الأرض في حالة فوران وبخار الماء المحمل برائحة الكبريت لا تستطيع تحملها عن قرب أي من مكان خروجها من باطن الأرض.
المياه تسير بعد خروجها في قناة حفرتها لنفسها طولها 100متر حتى تستقر في منخفض عمقه حوالي 2 متر ومساحته لا تقل عن 150 متر2 ويمثل حمام سباحة طبيعي درجة حرارته تتدرج من الساخن جداً إلى الساخن إلى الدافئ، وتتراوح كمية المياه التي تخرج من العين بـ 20 متر مكعب من المياه يومياً.
الاستحمام في العين صيفاً متعه حيث تقل تيارات الهواء التي لا يحجزها عن هذا المكان شتاءً أي حواجز وذلك لعدم وجود أي مصدات هواء حول العين لذلك قررنا عمل سور شجري كثيف حول المساحة المستغلة بأشجار مختلفة الكثافة والأطوال لتقليل التيارات الهوائية ومنعها في الشتاء.

## الفوائد العلاجية للعين الكبريتية
يؤكد أطباء ألمان أن الحمامات الكبريتية الحرارية مناسبة تماماً لعلاج أمراض الجهاز العضلي الهيكلي والأمراض الروماتيزمية والجلدية. 
وترجع التأثيرات الملطفة والمسكنة للآلام والمضادة للالتهابات إلى عدة عوامل على رأسها دفء المياه كما يؤكد فولفغانغ بروكله كبير الأطباء في المركز الألماني للروماتيزم أن تأثير دفء المياه يزداد بفعل كبريت الهيدروجين، الأمر الذي يمكن رؤيته بوضوح في احمرار الجلد ويضيف أن الاستحمام بمياه العيون الكبريتية يعمل على استرخاء العضلات في كل أجزاء الجسم وتصبح الأنسجة الرابطة في الجسم أكثر مرونة وتتسع الأوعية الدموية وتزيد نبضات القلب وعملية التمثيل الغذائي (الأيض ) 
ـ فوائد للمصابين بأمراض الغضاريف المفصلية:
ويرى الطبيب الألماني أن الحمامات الكبريتية الحرارية مناسبة تماما لعلاج أمراض الجهاز العضلي الهيكلي. ويقول في هذا السياق: نحن نشهد نجاحا جيدا للغاية في المرضى المصابين بأمراض تآكل المفاصل والعمود الفقري وبينها مشكلات الانزلاق الغضروفي (الديسك) ومرض بختيريف (التهاب الفقرات الروماتويدي) وأمراض الالتهابات الروماتزمية وآلام العضلات .
وإضافة إلى ذلك تتم الاستفادة من الحمامات الكبريتية الحرارية بنجاح في علاج الإكزيما والالتهاب الجلدي العصبي، ويُوصى عموما بالحمامات الكبريتية كجزء من زيارة المنتجع الصحي.
'''اختلاف المحتوى الكبريتي للعيون الكبريتية :'''
ومن بين 1356 عين في جمهورية مصر العربية ، يوجد عدد ليس بقليل من العيون الحرارية والكبريتية ، ويختلف المحتوي الكبريتي من عين إلى أخرى. لكن لابد لماء العين من أن يحتوي على حد أدنى من الكبريت، مقداره غرام في كل لتر من الماء، وإلا فلا يمكن تصنيفها على أنها عين معدنية. 
ويقول البروفيسور يورغن كلاينشميت من أحد المعاهد الألمانية للعلوم الصحية وعلوم إعادة التأهيل في جامعة ميونيخ: ( لا يجب أن نضع أهمية كبرى على كمية الكبريت مقارنة بعناصر فعالة أخرى، فمعرفة كيفية استغلال العيون الكبريتية والعناصر الأخرى في المنتجع الصحي أهم ) .

## الأطباء ينصحون بالاسترخاء بعد الاستحمام في العيون الكبريتية
ويبدي المتخصصون في المنتجعات الصحية تشككاً أيضا في الجدوى الطبية لزيارة واحدة فقط إلى منتجع للمياه الحرارية. ويقول كلاينشميت إن هذه تجارب سريعة لا تعدو كونها بداية فحسب. وحيثما يتم الاستحمام بمياه كبريتية، فإنه يتعين للحمام أن يستمر ما بين عشر إلى عشرين دقيقة في مياه تتراوح حرارتها بين 37 و39 درجة مئوية، حسبما قال جونتر تيل، عضو اللجنة الاستشارية لخبراء المنتجعات الصحية والعيون الحرارية في الرابطة الألمانية للرعاية الصحية في مدينة دوسيلدورف الألمانية. 
ويلزم أخذ حمام ساخن بعد حمام المياه الكبريتية حتى تتفتح المسام وتتبدد الرائحة الكريهة للكبريت. ومن الطبيعي أن يشعر الإنسان بثقل في بدنه بعد الحمام الكبريتي، لأن الاستحمام في عين كبريتية حرارية يلقي بعبء شديد على القلب وعلى الدورة الدموية. لذلك يوصي الأطباء بأخذ قسط طويل من الراحة بعد ذلك.
1.	التهاب العظام المفصلي المزمن .
2.	التهاب العظام الروماتزمي .
3.	الالتهاب الليفي والعضلي .
4.	النقرس المزمن .
5.	الشلل بأنواعه .
6.	الروماتويد .
7.	الالتهاب العصبي .
8.	استرخاء العضلات .
9.	الأمراض العصبية الوظيفية .
10.	أمراض الجهاز التنفسي مثل الجيوب الأنفية ، والربو الشعبي ، والترلات الشعبية .
11.	الأمراض الجلدية مثل الجرب ، والتنية ، والصدفية ، والإكزيما المزمنه ، وحب الشباب

## طريقة استخدام العين
أفضل وقت لاستخدام العين والاستمتاع بها قبل غياب الشمس عن السماء بقليل وقبل شروق الشمس أيضاً بقليل عموماً ينصح بعدم التعرض للشمس كثيراً أثناء السباحة في العين وعند البدء في نزول الماء يبدأ السائح بالنزول في المياه الدافئة ثم يمشي في اتجاه مصدر المياه فستزداد حرارة الماء تدريجياً وكلما ذادت حرارة الماء كلما ذاد وجه الاستفادة منها وبعد قضاء حوالي 20 دقيقة على الأقل يخرج السائح ونبدأ بعمل حمام طين كبريتي على جسده أو المنطقة المصابة من الجسد المراد علاجها ثم ينتظر حتى يجف الطين الكبريتي وتتبخر كل المياه الموجودة فيه وعند ذلك سوف يشعر السائح بأن بشرته مشدودة جداً ثم يقوم بالنزول في العين للاغتسال من الكبريت ويكون نزول الماء بنفس الطريقة المشار إليها أولاً ، ويعاد تكرار هذا على حسب الحالة المرضية أو مدة الإقامة .